# Французький бульдог
Французький бульдог (фр. bouledogue français) — порода собак.
Невелика, з великою, але короткою мордою, пласким роздвоєним носом, широкою роздвоєною верхньою губою. Стоячі вуха, широкі біля основи та заокруглені зверху. Виступаючі надбрівні дуги відділені одна від одної глибокою борозенкою між очима. Борозенка не повинна продовжуватися на лобі, як в англійських бульдогів. Потиличний бугор слабо розвинений. Можуть мати найрізноманітніше забарвлення: тигрове, біло-тигрове, палеве, біло-палеве, (плямисте). Будь-які інші забарвлення є породним браком і не визнані жодною офіційною кінологічною федерацією. Кремовий окрас не визнається стандартами породи FCI (Європейською Кінологічною Федерацією), але широко поширений в Америці.
Типова собака малого формату. Потужний пес в маленькому розмірі, пропорційно кремезний, короткошерстий, з короткою мордою і пласкою мочкою носа, стоячими вухами й коротким від природи хвостом. Повинен мати зовнішність собаки життєрадісного, розумного, дуже мускулистого, компактної будови та з надійним кістяком. Вага: 8-15 кг Зріст: збалансований з вагою.
Собака-компаньйон, собака для розваги. Веселий і рухливий, з міцною психікою, любить дітей, добре зустрічає гостей, але в разі небезпеки готовий захищати господаря та його родину. Може бути агресивний до інших собак і кішок, але це залежить від темпераменту індивідуальної особини.

## Історія породи
Вважається, що французькі бульдоги виведені з англійських бульдогів, і служили бійцівськими собаками малого формату. Але з допомогою британських любителів породи, не зацікавлених у собачих боях, французи поступово вийшли з ряду собак, що брали участь в бійках. Сучасні кінологи вказують серед предків французького бульдога також зниклих в даний час іспанських бульдогів — аланів (що зазначено в стандарті породи). Насправді французькі бульдоги виведені в Англії. І завдяки своєму компактному формату, французи стали з'являтися першими в англійських швачок, в якості домашніх улюбленців і щуроловів. Потім деякі швачки емігрували у Францію разом зі своїми улюбленцями, де бульдоги вже попадаються на очі французької еліти. Таким чином, французький бульдог стає дуже популярною собакою в престижних колах. Цю собаку собі могла дозволити виключно еліта Франції. У Франції ж і була вперше зареєстрована дана порода, де і присвоєно назву «Французький бульдог». Проте, існують і інші думки на цей рахунок.
Вперше французькі бульдоги представлені на виставці собак у Вестмінстерському Кеннел Клубі в 1896 році. В Америці французький бульдог стає дуже дорогою породою собак. Собака коштувала від 250 до 750 доларів (що перевищувала вартість «народного» автомобіля Ford Model T). На початку XX століття кілька собак було продано за 5000 доларів.

## Зовнішній вигляд

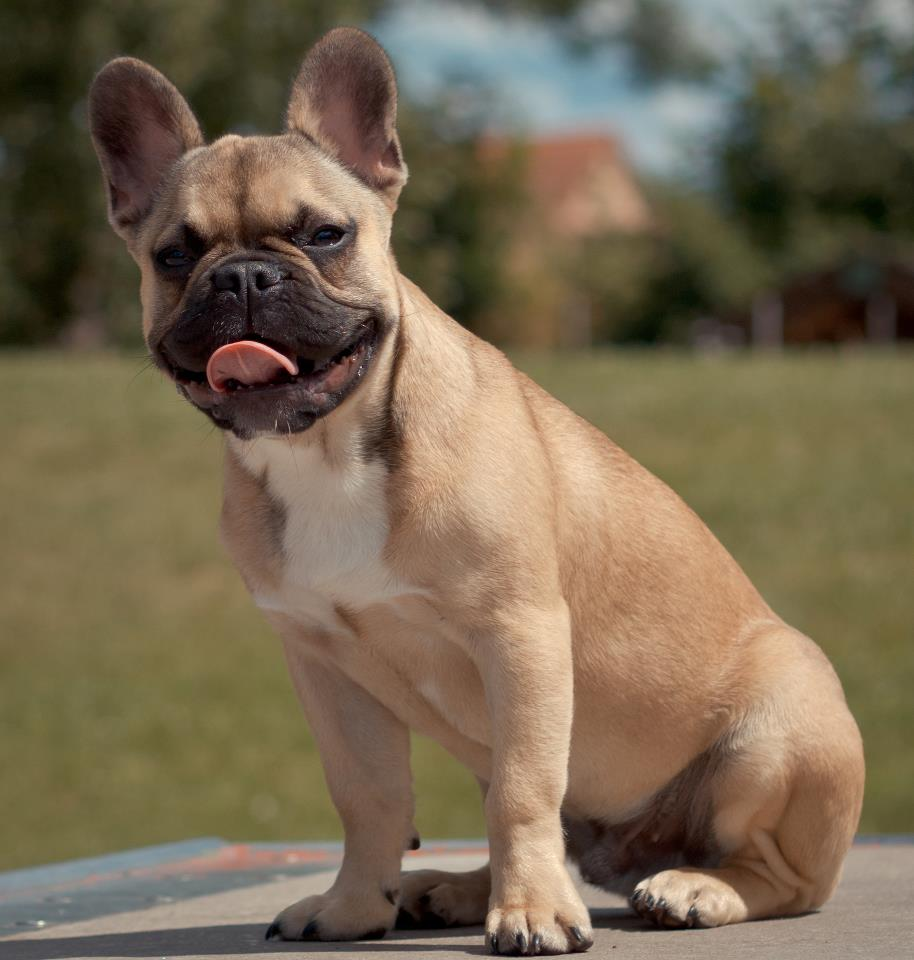
Французький бульдог палевого забарвлення

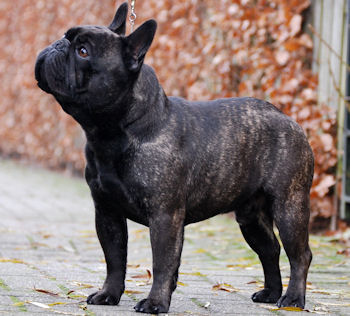
Французький бульдог тигрового окрасу

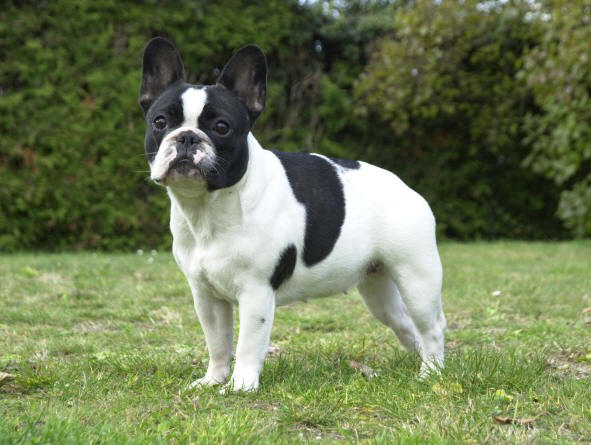
Французького бульдога біло-тигрового забарвлення

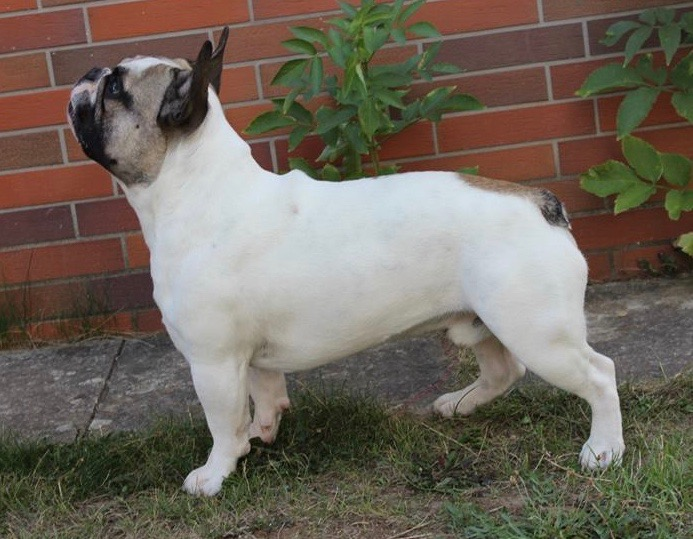
Французький бульдог біло-палевого забарвлення

Середнього розміру, пропорційно і компактно складена короткошерста собака, що володіє дуже оригінальною зовнішністю і відважним темпераментом. Характерними ознаками французького бульдога є велика масивна голова з короткою мордою, великими стоячими вухами, що за формою нагадують вуха кажана, і великими, розумними, виразними очима. Хвіст короткий, з характерними зламами.
Попри малий зріст, міцна, з будь-якої точки зору коротка і приземкувата собака, з короткою, тупою мордою, стоячими вухами й природним коротким хвостом. Повинна справляти враження живого, жвавого, дуже м'язистого собаки компактної будови та солідного кістяка.
Тип шерсті — жорсткошерстний. Якість шерсті — коротка, густа, щільна, блискуча і гладка, без підшерстка.
Окраси: Рівномірно рудуватий з тигровинами (brindle) або без них (fauve), з обмеженою білою плямистістю; тигровий або палевий з середньою плямистістю,  що перевищує розмір долоні  — плямисті (caille), чорно-білий.
Основні окраси: білий з плямами та без них, біло-тигровий, біло-палевий, тигровий, палевий (від яскраво червоного до «кави з молоком»), чорно-тигровий.
- Тигровий (brindle) — часті вкраплення рудого волосся на чорному тлі або чорні волосся на рудому. Допускаються невеликі білі відмітини на грудях, горлі, а також вузька біла проточина на морді.
- Плямистий (pied) — на білому тлі строкаті тигрові плями (не більше 20 відсотків), розташовані на голові, вухах, боках, спині.
- Палевий (fawn) — від яскраво-рудого до «кави з молоком», з можливими білими плямами на грудях, шиї, животі. На голові у палевих собак дозволяється лише біла проточина до носа. Плями на голові є браком. (Палевий окрас прийнятий FCI в 1995 році)

Мишачий (сірий/синій), блакитно-тигровий, шоколадний, шоколадно-тигровий, триколор, палевий з блакитною маскою, ізабеловий і мерль окраси не є стандартом, бо таких окрасів в даній породі ніколи не було, і оцінюються як брак породи. Подібний окрас бульдога свідчить про наявність іншої породи в якомусь коліні родоводу собаки. У цьому випадку родовід видається з відміткою племінного браку, яка перекриває доступ до виставок і не дає права для племінного розведення. В Америці дозволені нововведення й успішно проходять виставку собаки таких окрасів.
Висота в холці 25-35 див Вага сук: 8-12 кг, псів: 10-15 кг.
Кобелі є крупнішими, масивнішими. Суки дещо легші за будовою. Формат злегка розтягнутий, індекс формату — 103-106. Тип конституції міцний, з елементами вогкості. Кістяк добре розвинений, рельєфна мускулатура.
Шия коротка (трохи менше довжини голови), міцна, мускулиста, середнього постава, з красивою лінією загривка, розширюється до плечей, з двома симетричними шкірними складками на горлі, що не переходять у підвіс. Холка слабо виражена. Висота в холці трохи нижче висоти в крижах. Лінія верху від холки піднімається до попереку і плавно опускається до основи хвоста. Спина міцна, мускулиста, злегка опукла. Поперек короткий, міцний, мускулистий, злегка опуклий. Круп міцний, мускулистий, помірно похилий, трохи піднятий.
Грудина широко розвернута, глибока, циліндричної форми, дещо розширюється спереду назад. Ребра дуже округлі. Живіт і лінія паху злегка підтягнуті.
Голова масивна, широка, квадратних обрисів. Морда широка, коротка, кирпата. Ніздрі широко розкриті, симетричні, спрямовані знизу вгору. Спинка носа коротка, широка, з симетричними зморшками, що опускаються до верхньої губи. Над мочкою носа невелика шкірна складка. Губи товсті, м'ясисті, в профіль вертикальні й ніжно закруглені. Верхня губа вільно звисає вниз, але не настільки, щоб виступати за рівень нижньої щелепи. Спереду вона доходить до нижньої губи, не прикриваючи облямівки губ. Облямівка губ чорного кольору. Вилиці добре розвинені, але не виступають. М'язи щік добре розвинені, пласкі. Перехід від лоба до морди яскраво виражений. Череп широкий, майже плаский, з дуже опуклим чолом. Потиличний бугор слабо виражений. Надбрівні дуги яскраво виражені, розділяються борозною, особливо між очима, яка не переходить на лоб.

## Темперамент
Французький бульдог — врівноважений, кмітливий і надзвичайно відданий собака-компаньйон. Він швидко адаптується до ритму життя господаря, любить бути поруч і потребує багато уваги та ласки. Це дуже емоційна порода, яка тонко відчуває настрій людини та відповідає на нього по-своєму.
Французики зазвичай дружні до людей, лагідні й веселі, але з іншими тваринами можуть бути впертими або навіть ревнивими — усе залежить від характеру та виховання. Вони досить сильні для свого розміру, мають швидку реакцію і добре піддаються дресируванню, якщо заняття проходять у формі гри та з позитивним підкріпленням.

## Утримання та догляд
Французькі бульдоги належать до дрібних порід собак і їдять небагато. При збалансованому харчуванні у них немає ніяких харчових алергій, і раціон бульдога нічим не відрізняються від раціону будь-якої іншої породи невеликого розміру. Доступ до води повинен бути постійно. При використанні сухого корму він повинен бути преміум і супер-преміум класу (тобто якісного складу та правильного балансу).
Внаслідок короткої шерсті французькі бульдоги чутливі до холодів. Проте з ними можна спокійно гуляти в мороз, даючи більше можливості рухатися. Також можна використовувати спеціальні комбінезони. Варто уникати протягів. Утримання у вольєрах — виключено.
Французький бульдог повинен мати постійний контакт з людиною.

#### Який корм найкраще підходить для французького бульдога?
Для французького бульдога, породи, відомої своєю чарівністю та характерними вухами, схожими на кажана, ретельно підібраний раціон має важливе значення для забезпечення оптимального здоров'я та самопочуття. Ці маленькі м'язисті собаки схильні до набору ваги, тому дуже важливо забезпечити їм збалансований і багатий на поживні речовини раціон. Високоякісна, багата на білки їжа має першорядне значення для підтримки їхньої енергійної натури та збереження сухої м'язової маси.
Дієта, в якій переважають нежирні сорти м'яса, такі як курка, індичка або риба, є ідеальною, оскільки вони містять незамінні амінокислоти, необхідні для розвитку м'язів. Крім того, вживання фруктів і овочів не тільки додає необхідні вітаміни й мінерали, але й сприяє травленню. Враховуючи схильність собак до алергії, варто обирати беззернові продукти, які задовольняють їхню чутливу травну систему.
Помірність є ключовим фактором, оскільки перегодовування може призвести до ожиріння та пов'язаних з ним проблем зі здоров'ям. Рекомендується ретельно стежити за ласощами та снеками. Оскільки французькі бульдоги схильні до метеоризму, вибір раціону з легкозасвоюваними інгредієнтами допоможе полегшити травний дискомфорт.
Зрештою, добре збалансований раціон, адаптований до індивідуальних потреб собаки, гарантує, що французький бульдог буде процвітати, випромінюючи свій характерний шарм і грайливу поведінку. Регулярні консультації з ветеринаром допоможуть ще більше вдосконалити вибір раціону відповідно до особливих потреб цих улюблених компаньйонів.